# رودن (فیلم)
رودن (به فرانسوی: Rodin) فیلمی در ژانر درام به کارگردانی ژاک دوایون است که در سال ۲۰۱۷ منتشر شد. این فیلم برای رقابت در بخش نخل طلا هفتادمین جشنواره فیلم کن انتخاب شد.

## داستان
فیلم داستان زندگی آگوست رودن مجسمه‌ساز فرانسوی قرن نوزدهم را روایت می‌کند و داستان ارتباطات پیچیده وی با اطرافیانش.

## بازیگران
- ونسان لندون
- ایزی‌یا
- سورین کنیل